# 利比里亚地理
6°30′N 9°30′W / 6.500°N 9.500°W

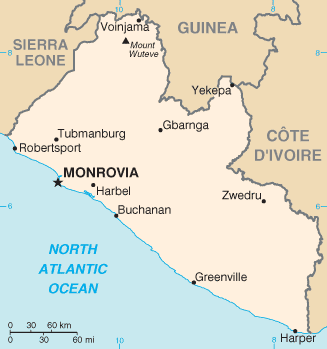
賴比瑞亞地圖

賴比瑞亞是一個位於西非的國家。它的形狀呈一個長方形，與薩爾瓦多形狀相似。西邊的科特迪瓦與大西洋毗鄰，其他三邊分別和三國非洲國家連接。賴比瑞亞的國界總長度為1,587 公里，其中西北部的306公里與獅子山共和國相接，北部563公里毗連幾內亞共和國，而東部的716公里銜接著象牙海岸共和國。賴比瑞亞的面積為111,370平方公里，其中96,320平方公里為陸地，及15,050平方公里的水域。
賴比瑞亞現時宣稱有一片370公里的海上領土。

## 地勢
賴比瑞亞境內大部份為山地，而海濱一帶則為平原，中部為地勢平緩的丘陵地帶，而內陸的東北部為高原地貌。境內最高峰為武蒂維峰，高約1,381米，最大河流為卡拉瓦河。

## 氣候
利比里亞地近赤道；雖然也屬於熱帶氣候，但餯沒有熱帶通常有的炎熱和瘴濕及不適於健康的氣候。 最熱的月份是二月和三月，氣溫可達32.2度（華氏90度）。 最冷的月份是八月和九月，白天的氣溫可降到18.3度（華氏65度）。
沿海地區由於海上微風的調節，氣溫宜人；內地有時夜晚冷到山巔降霜的程度。 事實上濕季期中常有風和日麗的日子，乾季期中也有霖雨普降，所以很難分辨。 但歷年都以十一月到翌年四月為乾季，五月到十月是濕季。 七月底或八月初必有連續兩星期的晴天，稱為「乾季中期」。 境內並沒有洪水、地震和風災。

## 自然資源
當地的自然資源包含鐵礦、紅木、鑽石、黃金及橡膠等。其中盛產鐵礦，為非洲第二大鐵礦生產國。糧食方面，賴比瑞亞只能出產玉米和甘薯，其他糧食需由外國進口。

## 土地利用和農業
耕地：1%

固定農作物：3%

永久牧場:：9%

森林和森林地帶：18%

其他：19% 

(截至1993年)

## 環境問題
賴比瑞亞面臨著熱帶雨林被砍伐、土壤侵蝕、生物多樣性消失、沿海水域受油滓和未經處理的污水所污染、沙漠化等環境問題。